# Victor Kunene
Pour les articles homonymes, voir Kunene.
Victor Kunene est un boxeur sud-africain né le 19 décembre 1966 à Newcastle (Afrique du Sud).

## Carrière
Aux championnats d'Afrique de boxe amateur 1994 à Johannesbourg, Victor Kunene, qui est alors un mineur dans les mines d'or de Carletonville, remporte la médaille d'or dans la catégorie des poids super-welters, s'imposant en finale face au Seychellois Rival Cadeau.
Il est médaillé de bronze dans la catégorie des poids super-welters aux Jeux africains de 1995 à Harare.
Il dispute les Jeux olympiques de 1996 à Atlanta dans la catégorie des super-welters, où il s'incline dès le premier tour contre le Tchèque Pavol Polakovič (en).